# Артиллерийский корпус прорыва

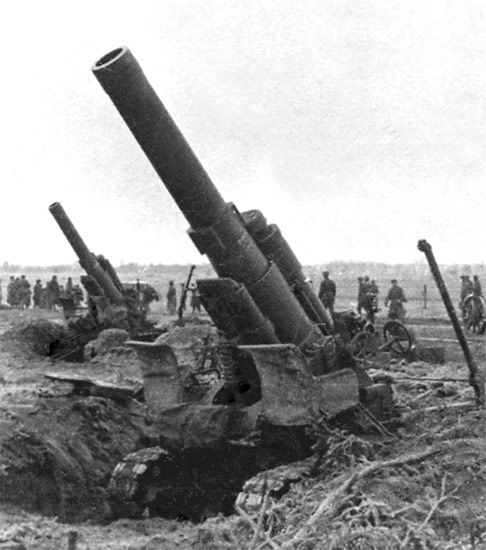
3-й Белорусский фронт, батарея 203-мм гаубиц Б-4 ведёт огонь, лето 1944 года.

Артиллерийский корпус прорыва (1943—1945) — соединение артиллерии РККА во время Великой Отечественной войны. Артиллерийские корпуса прорыва входили в состав артиллерии резерва Верховного Главнокомандования.
Сокращённое наименование — акп.

## Назначение
Артиллерийские корпуса прорыва создавались с целью улучшения условий управления крупными массами артиллерии и создания необходимых группировок на направлениях главных ударов во фронтовых операциях.

## История
Формирование артиллерийских корпусов прорыва началось весной 1943 года. Всего к концу войны насчитывалось 10 артиллерийских корпусов прорыва:
- 1-й артиллерийский корпус прорыва (1 акп) — сформирован 10 сентября 1944 года.
- 2-й артиллерийский корпус прорыва (2 акп) — первое формирование 24 апреля 1943 года.
- 2-й артиллерийский корпус прорыва (2 акп) — второе формирование 27 октября 1944 года.
- 3-й артиллерийский корпус прорыва (3 акп) — сформирован 15 марта 1943 года.
- 4-й артиллерийский корпус прорыва (4 акп) — сформирован 24 апреля 1943 года.
- 5-й артиллерийский корпус прорыва (5 акп) — сформирован 24 апреля 1943 года.
- 6-й артиллерийский корпус прорыва (6 акп) — сформирован 20 апреля 1944 года.
- 7-й артиллерийский корпус прорыва (7 акп) — сформирован 24 апреля 1943 года.
- 8-й артиллерийский корпус прорыва (8 акп) — сформирован 24 апреля 1943 года.
- 9-й артиллерийский корпус прорыва (9 акп) — сформирован 10 октября 1944 года.
- 10-й артиллерийский корпус прорыва (10 акп) — сформирован 20 сентября 1944 года.

После войны артиллерийские корпуса прорыва расформированы.

## Состав
Вначале артиллерийский корпус прорыва включал управление, две артиллерийские дивизии прорыва и одну гвардейскую миномётную дивизию. Дивизия прорыва 6-бригадного состава насчитывала 456 орудий и миномётов калибром от 76 до 203 мм. Две дивизии прорыва и тяжёлая дивизия реактивной артиллерии объединялись в корпус прорыва, насчитывавший 712 орудий и миномётов и 864 пусковых установки БМ-31-12.
Начиная со второй половины 1944 года корпуса прорыва стали состоять из трёх однотипных дивизий прорыва 7-бригадного состава (лёгкая гаубичная, тяжёлая гаубичная, гаубичная большой мощности, миномётная, тяжёлая миномётная бригады и бригада реактивной артиллерии). Каждая дивизия имела в своём составе 364 орудия, миномёты и боевые машины реактивной артиллерии. Таким образом, всего в арткорпусе было по штату 1 092 артиллерийские системы.

### 3-й артиллерийский корпус прорыва
Особую организацию имел сформированный в сентябре 1943 года 3-й Ленинградский контрбатарейный корпус. В его составе были:
- управление
- пушечная артиллерийская бригада
- 5 артиллерийских полков
- 1 артиллерийский дивизион
- 3 разведывательных артиллерийских дивизиона
- 2 авиационные корректировочные эскадрильи
- дивизион аэростатов наблюдения
- железнодорожная артиллерийская бригада

В январе 1944 года этот корпус был преобразован в 3-й артиллерийский корпус прорыва.